# بدنام (فیلم ۲۰۲۰)
بدنام (به انگلیسی: Infamous) یک فیلم جنایی آمریکایی به نویسندگی و کارگردانی جوشوا کالدول است. این فیلم محصول سال ۲۰۲۰ می‌باشد. بلا تورن، جیک مانلی، امبر رایلی و مایکل سیرو از بازیگران این فیلم هستند.
این فیلم در ۱۲ ژوئن ۲۰۲۰ توسط ورتیکال انترتینمنت منتشر شد.

## خلاصه داستان
داستان این فیلم دربارهٔ زن بی پروایی است که با دوست جدید خود در شبکه‌های اجتماعی دنبال کنندهٔ زیادی جذب می‌کنند زمانی که دزدی‌هایشان پست می‌کنند.